# Bagterpskolen
Bagterpskolen er en folkeskole, der ligger i bydelen Bagterp i Hjørring.
Skolen blev i 2015 administrativt lagt sammen med Muldbjergskolen under paraplyen Sydøstskolen.
I den forbindelse ændrede den navn til Bagterp Undervisningssted.